# Canton de Saint-Dizier-Nord-Est
Le canton de Saint-Dizier-Nord-Est est une ancienne division administrative française située dans le département de la Haute-Marne et la région Champagne-Ardenne.

## Histoire
Canton créé par le décret du 15 janvier 1982, en dédoublant le canton de Saint-Dizier-Est.

## Représentation
| Période | Période | Identité        | Étiquette | Qualité                                                                           |
| ------- | ------- | --------------- | --------- | --------------------------------------------------------------------------------- |
| 1982    | 1985    | Marius Cartier  | PCF       | Agent SNCF Maire de Saint-Dizier (1971-1989) Ancien député (1945-1951, 1956-1958) |
| 1985    | 1992    | Gérard Leblanc  | RPR       | Médecin généraliste Conseiller municipal de Saint-Dizier                          |
| 1992    | 2015    | Jean-Luc Bouzon | PCF       | Agent SNCF Adjoint au Maire puis conseiller municipal de Saint-Dizier             |

## Composition
Le canton de Saint-Dizier-Nord-Est se composait d’une fraction de la commune de Saint-Dizier et de deux autres communes. Il compte 5 661 habitants (population municipale) au 1er janvier 2012.
| Nom                      | Code Insee | Intercommunalité               | Population (dernière pop. légale)              |
| ------------------------ | ---------- | ------------------------------ | ---------------------------------------------- |
| Saint-Dizier (chef-lieu) | 52448      | CA Saint-Dizier, Der et Blaise | Fraction : 2 884(2012) Commune : 25 505 (2014) |
| Bettancourt-la-Ferrée    | 52045      | CA Saint-Dizier, Der et Blaise | 1 712 (2014)                                   |
| Chancenay                | 52104      | CA Saint-Dizier, Der et Blaise | 1 071 (2014)                                   |

## Démographie
| 1962 | 1968 | 1975 | 1982 | 1990 | 1999 | 2009 |
| ---- | ---- | ---- | ---- | ---- | ---- | ---- |
| -    | -    | -    | -    | -    | -    | -    |